# Barbie präsentiert Elfinchen
Barbie präsentiert Elfinchen (Originaltitel Barbie Presents: Thumbelina) ist ein US-amerikanischer Animationsfilm aus dem Jahr 2009. Es handelt sich um eine Direct-to-Video-Produktion von Mainframe Entertainment in Kooperation mit Mattel Entertainment, Regie führte Conrad Helten. Die Geschichte basiert lose auf dem Märchen Däumelinchen von Hans Christian Andersen.

## Handlung
Auf einer Wiese unweit einer Großstadt leben die elfenähnlichen Twillerbees, zu denen auch Elfinchen und ihre beiden Freundinnen Chrysella und Janessa gehören. Aufgrund ihrer geringen Größe weiß die Menschheit nichts von der Existenz der Twillerbees. Eines Tages rollen Bagger über die Wiese, da der erfolgreiche Geschäftsmann Evan und seine ebenso erfolgreiche Frau Vanessa dort den Bau einer neuen Fabrik planen. Elfinchen, Chrysella und Janessa können sich gerade noch rechtzeitig vor den Menschen in Blütenknospen verstecken. Evans verwöhnte Tochter Makena sieht die Blüten auf der Wiese, in denen sich Elfinchen und die anderen beiden Twillerbees versteckt haben, und bittet ihren Vater darum, diese für ihr Zimmer in der Stadt mitzunehmen. Daraufhin wird ein Teil der Blütenwiese verladen und in die Stadtwohnung der Familie gebracht.
Als Elfinchen und ihre Freundinnen sich wenig später in der Wohnung von Makenas Familie wiederfinden, beginnen sie mit der Planung ihrer Flucht. Dabei hört Elfinchen von Evans Vorhaben, dass ihr Zuhause, die Blumenwiese, für den Bau einer neuen Fabrik zerstört werden soll, weshalb sie nicht davor zurückscheut, mit Makena in direkten Kontakt zu treten. Elfinchen konfrontiert sie mit den Plänen ihrer Eltern und bittet Makena darum, diese vom Bau der Fabrik abzubringen. In der Zwischenzeit können Chrysella und Janessa aus der Stadtwohnung der Familie entkommen. Zurück auf ihrer Wiese angekommen, beginnt Chrysella zusammen mit den anderen Twillerbees die Bagger zu manipulieren, woraufhin sich die geplanten Bauarbeiten verzögern.
Makena kommt durch die Begegnung mit Elfinchen auf den Gedanken, die Twillerbee ihrer Freundin Violet vorzuführen, um diese zu beeindrucken, da die Freundinnen sich regelmäßig im Hinblick auf die neusten materiellen Sachen miteinander messen. Makena bringt vom Einkauf in der Stadt Haarschmuck mit und beginnt Elfinchen für die Ankunft ihrer Freundinnen zu stylen. Als Elfinchen jedoch bemerkt, dass Makena sie ihren Freundinnen nur vorführen wollte und nicht eine wahre Freundin für sie ist, verlässt sie Makena und kehrt zur Wiese der Twillerbees zurück. Makena erkennt, dass sie Elfinchen, die eine echte Freundin für sie war, fast verraten hätte, und erkennt in Violet eine falsche Freundin, woraufhin sie die Freundschaft mit Violet beendet. Makena macht sich mit dem Fahrrad auf den Weg zur Twillerbee-Wiese, um sich bei Elfinchen zu entschuldigen. Aus einem Versteck hört Elfinchen Makenas Bitte um Vergebung und beschließt ihr zu verzeihen. Daraufhin zeigt sie Makena die hinter einem pinken Busch verborgenen Blüten, aus denen die Babys der Twillerbees in wenigen Tagen schlüpfen werden. Der Anblick der Blüten bringt Makena dazu, ab sofort alles daran zu setzen, um ihre Eltern vom Bau der Fabrik abzubringen.
Über Nacht verwandelt Makena zusammen mit Elfinchen, Chrysella und Janessa ihr Gewächshaus in der Stadt in ein Blütenparadies, von dem auch ihre Eltern am nächsten Tag beeindruckt sind, sich dennoch nicht vom Bau der Fabrik abbringen lassen wollen. Deshalb zeigt sich Elfinchen auch Makenas Eltern in ihrer winzigen Gestalt und erklärt ihnen, dass sie durch ihr Bauvorhaben das Zuhause der Twillerbees zerstören würden. Elfinchen gelingt es, Makenas Eltern zu überzeugen und den Bau der Fabrik zu stoppen. Als Evan den Bauleiter Myron telefonisch nicht erreichen konnte, um ihm seinen Sinneswandel mitzuteilen, macht sich die Familie zusammen mit Elfinchen im Auto auf den Weg zur Wiese. Als sie jedoch unterwegs in einen Stau geraten, beschließt Makena, ihr Fahrrad aus dem Kofferraum zu nehmen und zusammen mit Elfinchen mit diesem sofort zur Twillerbee-Wiese weiterzufahren. Als sie die Wiese erreichen, hat Myron bereits eigenständig mit der Abholzung einiger Bäume auf der Wiese begonnen und nähert sich bereits dem Busch, hinter dem sich die Twillerbeebabys befinden. Mutig stellt sich Makena ihm in den Weg, bevor kurze Zeit später auch ihre Eltern bei der Wiese ankommen und gegenüber Myron den Abbruch des geplanten Bauprojekts bestätigen. Elfinchen führt nun auch Makenas Eltern zu den Twillerbeebabys, welche gerade schlüpfen. Um die Twillerbees auch vor zukünftigen Bauprojekten auf der Wiese zu schützen, setzt sich Evan dafür ein, die Wiese zum Naturreservat zu erklären, was ihm letztlich auch gelingt.

## Synchronisation
Die Synchronisation des Films wurde bei der Deutschen Synchron nach einem Dialogbuch und unter der Dialogregie von Beate Gerlach erstellt.
| Rolle     | Englische Sprecher  | Deutsche Sprecher |
| --------- | ------------------- | ----------------- |
| Barbie    | Kelly Sheridan      | Ilona Brokowski   |
| Carla     | France Perras       | Bianca Karsten    |
| Chrysella | Tabitha St. Germain | Anja Rybiczka     |
| Elfinchen | Anna Cummer         | Sonja Spuhl       |
| Emma      | Natasha Calis       | Linda Köhler      |
| Evan      | Peter New           | Robin Kahnmeyer   |
| Janessa   | Cathy Weseluck      | Julia Meynen      |
| Louie     | Garry Chalk         | Tilo Schmitz      |
| Makena    | Kelly Metzger       | Samia Little Elk  |
| Myron     | Louis Chirillo      | Santiago Ziesmer  |
| Rick      | Mackenzie Gray      | Marco Kröger      |
| Vanessa   | Kathleen Barr       | Bianca Karsten    |
| Violet    | Ashleigh Ball       | Esra Vural        |

## Kritiken
Der Film erzielte bei IMDb eine durchschnittliche Bewertung von 5,7 der möglichen 10 Punkte. Das Lexikon des internationalen Films urteilt hingegen: „Seichter Barbie-Zeichentrickfilm aus dem Hause Mattel, der die einschlägigen Stereotypen des Genre einschließlich der Lieder erfüllt.“